# Городской фризский диалект

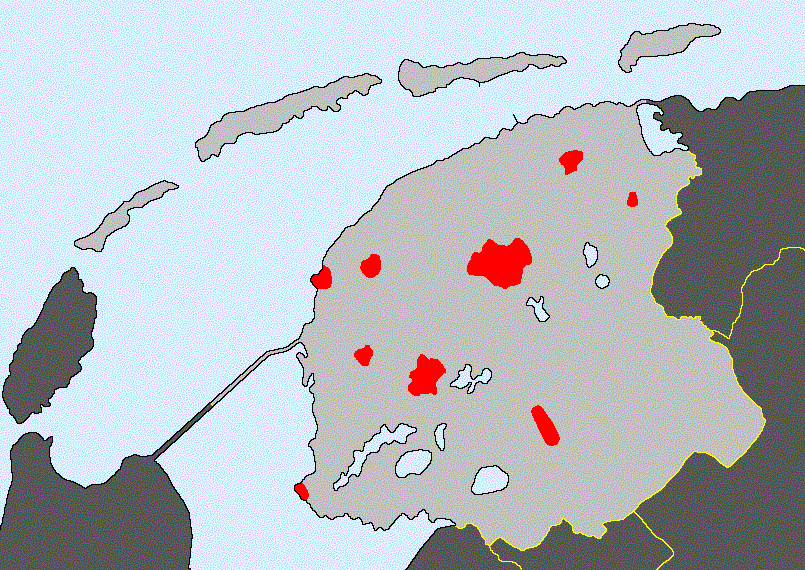
Области в провинции Фрисландия, где говорят на городском фризском.

Городской фризский диалект (нидерл. Stadsfries, з.-фриз. Stedfrysk, гор. фриз. Stadsfrys) — ряд диалектов, на которых говорят в некоторых городах в провинции Фрисландия на севере Нидерландов, а именно Леувардене, Снеке, Болсварде, Франекере, Доккюме, Харлингене, Ставерене и, в некоторой степени, в Херенвене. По лингвистическим соображениям, внешние и островные диалекты Мидсланда (остров Терсхеллинг), Амеланда, Билта и Коллюма также иногда относят к городскому фризскому.
Лексика городского фризского происходит в основном от нидерландского. Диалект берёт своё начало в конце XV века, когда Фризия потеряла свою политическую независимость в Нидерландах. Для многих, живущих во Фризии, изучение нидерландского языка стало необходимостью. Результатом стала смесь лексики голландского диалекта и грамматики западнофризского языка и других языков. С начала этого процесса сам западнофризский язык также эволюционировал, так что городской фризский находится ещё дальше от современного фризского, чем тот от древнефризского. Норвал Смит утверждает, что городской фризский — фризско-голландский смешанный язык.
Сам термин городской фризский (нидерл. Stadsfries), является не эндонимом, а нидерландским термином для диалекта. Stad (нем. Stadt) - германский термин, означающий «город», который можно увидеть на английских географических названиях, таких как Hempstead. В самом городском фризском термин для группы диалектов - Stadsfrys или Stads, а каждый поддиалект известен просто по имени, полученному от имени конкретного города, как например Liwwarders — название диалекта Леувардена. На западнофризском диалекты известны как Stedsk («городской»), что не наводит на мысль о том, что городской фризский является разновидностью фризского.